# Geolycosa sanogastensis
Geolycosa sanogastensis là một loài nhện trong họ Lycosidae.
Loài này thuộc chi Geolycosa. Geolycosa sanogastensis được Cândido Firmino de Mello-Leitão miêu tả năm 1941.